# Miłoradzice
Miłoradzice (miwɔraˈd͡ʑit͡sɛ, deutsch Mühlrädlitz) ist ein Ort in der Landgemeinde Lubin (Lüben) im Powiat Lubiński der Woiwodschaft Niederschlesien in Polen. Es liegt rund zehn Kilometer südlich des Zentrums von Lubin (Lüben).

## Geschichte

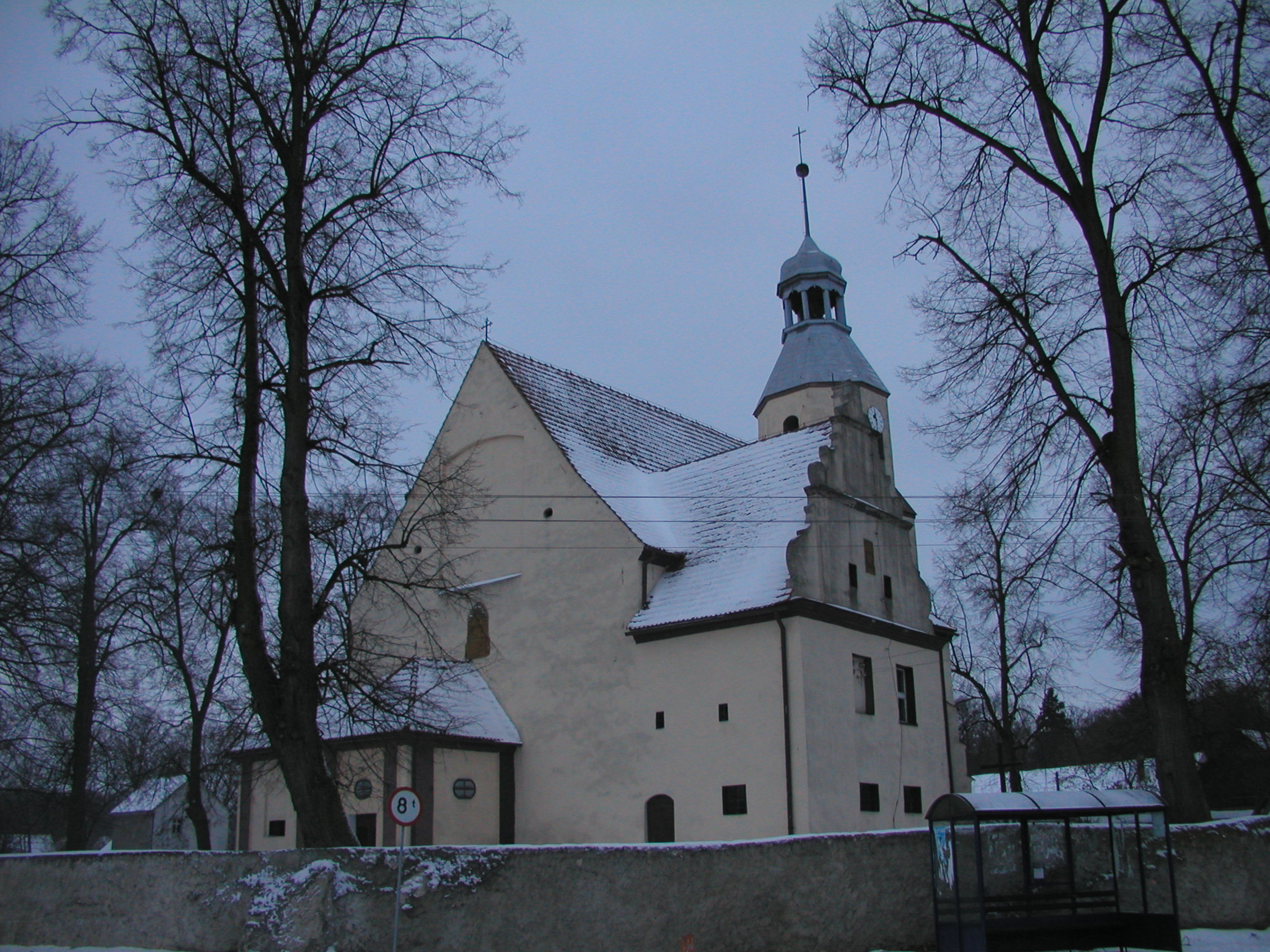
Kirche von Miłoradzice

Das Dorf gehörte um das Jahr 1500 George von Schwenz, bevor das Gut von 1506 bis 1699 in den Besitz derer von Mohl kam.
Während des Zweiten Weltkrieges musste eine der beiden Glocken der Kirche zum Einschmelzen abgeliefert werden. Sie wurde 1667 in Liegnitz gegossen, trägt die beiden Wappen des damaligen Gutsbesitzers Nicklas von Mohl und seiner Frau Maria Elisabetz, geb. Müchelin, und die Inschriften Wenn Da Schallet Der Glocken Thon, Denkt, Komt Zu Mir, Spricht Gottes Sohn und Johann Schroeter, durch des Feuers Zwang, gos mich in Liegnitz, gab mir den Klang. Die Glocke überdauerte den Krieg und kam später nach Lampoldshausen.
Nach dem Krieg wurde das  Dorf von der sowjetischen  Besatzungsmacht zusammen mit dem Kreisgebiet und fast ganz Schlesien unter polnische  Verwaltung gestellt. Das deutsche Dorf Mühlrädlitz erhielt den polnischen Namen Miłoradzice. Soweit die deutschen Dorfbewohner nicht vor Kriegsende geflohen waren oder nach Kriegsende Zwangsarbeit in landwirtschaftlichen Betrieben verrichten mussten, wurden sie in der Folgezeit von der örtlichen polnischen Verwaltungsbehörde vertrieben.
Aus acht weiteren Orten wurde 1946 die Landgemeinde Miłoradzice gebildet, die bis 1954 in dieser Form in der Woiwodschaft Breslau bestand. Mit Einführung der Gromadas wurde die Gemeinde aufgelöst und 1973 bei der Wiedereinführung der Gemeinden nicht erneut gebildet.
Seit der polnischen Verwaltungsreform, die 1975 die Auflösung der Landkreise und Verkleinerung der Woiwodschaften zur Folge hatte, gehörte Miłoradzice der Woiwodschaft Liegnitz an, die 1999 bei der Wiedereinführung der Landkreise in der Woiwodschaft Niederschlesien aufging.

### Bevölkerungsentwicklung
| Jahr | Einwohner | Anmerkungen |
| ---- | --------- | ----------- |
| 1933 | 694       | [ 2 ]       |
| 1939 | 923       | [ 2 ]       |

## Verkehr
Etwa 2,5 Kilometer östlich des Ortes verläuft die Droga krajowa 36 durch den Nachbarort Miłosna (Ischerey), neun Kilometer westlich von Miłoradzice verläuft die Droga krajowa 3 durch Karczowiska (Neurode). Beide Straßen vereinigen sich kurzzeitig in Lubin.

## Persönlichkeiten
- Ernst Heinrich Gottlieb von Nickisch und Roseneck (1766–1832), Landrat, Justizrat und Landschaftsdirektor.
- Gustav Richter (1827–vor 1903), Mitglied des Reichstags des Deutschen Kaiserreichs, war Fabrikbesitzer in Mühlrädlitz.
- Heinrich Ferdinand Wilhelm von Nickisch und Roseneck (1736–1801), Landrat und Landschaftsdirektor.
- Willi Grandetzka (1927–1979), Mitglied des Staatsrats der DDR, wurde in Mühlrädlitz geboren.